# Wijken en buurten in Schouwen-Duiveland
De Nederlandse gemeente Schouwen-Duiveland is voor statistische doeleinden onderverdeeld in wijken en buurten. De gemeente is verdeeld in de volgende statistische wijken:
- Wijk 00 Zierikzee (CBS-wijkcode:167600)
- Wijk 01 Brouwershaven (CBS-wijkcode:167601)
- Wijk 02 Zonnemaire (CBS-wijkcode:167602)
- Wijk 03 Dreischor (CBS-wijkcode:167603)
- Wijk 04 Noordgouwe (CBS-wijkcode:167604)
- Wijk 05 Bruinisse (CBS-wijkcode:167605)
- Wijk 06 Nieuwerkerk (CBS-wijkcode:167606)
- Wijk 07 Oosterland (CBS-wijkcode:167607)
- Wijk 08 Ouwerkerk (CBS-wijkcode:167608)
- Wijk 09 Scharendijke (CBS-wijkcode:167609)
- Wijk 10 Kerkwerve (CBS-wijkcode:167610)
- Wijk 11 Ellemeet (CBS-wijkcode:167611)
- Wijk 12 Haamstede (CBS-wijkcode:167612)
- Wijk 13 Renesse (CBS-wijkcode:167613)
- Wijk 14 Noordwelle (CBS-wijkcode:167614)
- Wijk 15 Serooskerke (CBS-wijkcode:167615)

Een statistische wijk kan bestaan uit meerdere buurten. Onderstaande tabel geeft de buurtindeling met kentallen volgens het Centraal Bureau voor de Statistiek (2008):
| CBS-buurtcode | Buurtnaam                                    | Inwonertal | Opp. totaal (ha) | Opp. land (ha) | Ligging                |
| ------------- | -------------------------------------------- | ---------- | ---------------- | -------------- | ---------------------- |
| BU16760000    | Zierikzee binnen de vesten                   | 3500       | 72               | 68             | Locatie in de gemeente |
| BU16760001    | Malta                                        | 1420       | 40               | 38             | Locatie in de gemeente |
| BU16760002    | Poortambacht                                 | 4520       | 151              | 148            | Locatie in de gemeente |
| BU16760003    | Zuidhoek                                     | 150        | 90               | 85             | Locatie in de gemeente |
| BU16760004    | Kaaskenswater                                | 400        | 66               | 60             | Locatie in de gemeente |
| BU16760007    | Verspreide huizen in het Noorden en Westen   | 340        | 949              | 925            | Locatie in de gemeente |
| BU16760008    | Verspreide huizen in het Zuiden              | 60         | 345              | 338            | Locatie in de gemeente |
| BU16760009    | Verspreide huizen in het Oosten              | 60         | 631              | 628            | Locatie in de gemeente |
| BU16760100    | Brouwershaven                                | 1330       | 74               | 69             | Locatie in de gemeente |
| BU16760109    | Verspreide huizen Brouwershaven              | 90         | 598              | 584            | Locatie in de gemeente |
| BU16760200    | Zonnemaire                                   | 630        | 52               | 52             | Locatie in de gemeente |
| BU16760209    | Verspreide huizen Zonnemaire                 | 140        | 1725             | 1719           | Locatie in de gemeente |
| BU16760300    | Dreischor                                    | 800        | 68               | 66             | Locatie in de gemeente |
| BU16760309    | Verspreide huizen Dreischor                  | 180        | 1491             | 1451           | Locatie in de gemeente |
| BU16760400    | Noordgouwe                                   | 330        | 56               | 56             | Locatie in de gemeente |
| BU16760401    | Schuddebeurs                                 | 360        | 168              | 166            | Locatie in de gemeente |
| BU16760409    | Verspreide huizen Noordgouwe en Schuddebeurs | 70         | 511              | 505            | Locatie in de gemeente |
| BU16760500    | Bruinisse                                    | 3160       | 70               | 70             | Locatie in de gemeente |
| BU16760501    | Recreatiegebied                              | 560        | 674              | 564            | Locatie in de gemeente |
| BU16760509    | Verspreide huizen Bruinisse                  | 280        | 588              | 588            | Locatie in de gemeente |
| BU16760600    | Nieuwerkerk                                  | 2330       | 73               | 73             | Locatie in de gemeente |
| BU16760609    | Verspreide huizen Nieuwerkerk                | 360        | 1708             | 1698           | Locatie in de gemeente |
| BU16760700    | Oosterland                                   | 2160       | 74               | 74             | Locatie in de gemeente |
| BU16760701    | Sirjansland                                  | 280        | 14               | 14             | Locatie in de gemeente |
| BU16760708    | Verspreide huizen Sirjansland                | 80         | 371              | 371            | Locatie in de gemeente |
| BU16760709    | Verspreide huizen Oosterland                 | 260        | 1272             | 1241           | Locatie in de gemeente |
| BU16760800    | Ouwerkerk                                    | 480        | 20               | 20             | Locatie in de gemeente |
| BU16760809    | Verspreide huizen Ouwerkerk                  | 180        | 1049             | 975            | Locatie in de gemeente |
| BU16760900    | Scharendijke                                 | 1110       | 138              | 132            | Locatie in de gemeente |
| BU16760909    | Verspreide huizen Scharendijke               | 230        | 1277             | 1265           | Locatie in de gemeente |
| BU16761000    | Kerkwerve                                    | 600        | 23               | 23             | Locatie in de gemeente |
| BU16761009    | Verspreide huizen Kerkwerve                  | 460        | 2570             | 2430           | Locatie in de gemeente |
| BU16761100    | Ellemeet                                     | 260        | 60               | 60             | Locatie in de gemeente |
| BU16761109    | Verspreide huizen ten zuiden van Ellemeet    | 80         | 564              | 560            | Locatie in de gemeente |
| BU16761200    | Haamstede                                    | 2020       | 102              | 102            | Locatie in de gemeente |
| BU16761201    | Burgh                                        | 740        | 63               | 63             | Locatie in de gemeente |
| BU16761202    | Hogeweg                                      | 160        | 119              | 119            | Locatie in de gemeente |
| BU16761203    | Westenschouwen                               | 280        | 74               | 74             | Locatie in de gemeente |
| BU16761204    | Kloosterweg en omgeving                      | 570        | 90               | 90             | Locatie in de gemeente |
| BU16761205    | Nieuw-Haamstede                              | 440        | 106              | 106            | Locatie in de gemeente |
| BU16761208    | Verspreide huizen in het Kleigebied          | 230        | 1414             | 1410           | Locatie in de gemeente |
| BU16761209    | Verspreide huizen in het Zandgebied          | 80         | 1765             | 1760           | Locatie in de gemeente |
| BU16761300    | Renesse                                      | 1100       | 76               | 76             | Locatie in de gemeente |
| BU16761301    | Oude Moolweg en Laone                        | 340        | 301              | 300            | Locatie in de gemeente |
| BU16761302    | Hoogenboomlaan                               | 80         | 170              | 167            | Locatie in de gemeente |
| BU16761303    | Lagezoom                                     | 60         | 151              | 149            | Locatie in de gemeente |
| BU16761309    | Verspreide huizen ten westen van Renesse     | 10         | 416              | 414            | Locatie in de gemeente |
| BU16761400    | Noordwelle                                   | 220        | 15               | 15             | Locatie in de gemeente |
| BU16761409    | Verspreide huizen Noordwelle                 | 110        | 764              | 762            | Locatie in de gemeente |
| BU16761500    | Serooskerke                                  | 240        | 10               | 10             | Locatie in de gemeente |
| BU16761509    | Verspreide huizen Serooskerke                | 60         | 417              | 376            | Locatie in de gemeente |